# Thorax
Pour les articles homonymes, voir poitrine et torse.

Anatomie comparée du thorax entre l'être humain (à gauche) et un Insecte (une fourmi, à droite).

Le thorax (ou tronc) est un terme polysémique qui désigne une région anatomique présente chez les Mammifères et les Tétrapodes.
Chez les Mammifères, cette région du corps est située entre le cou et l'abdomen et est délimitée par la cage thoracique (composée des côtes, du sternum et des vertèbres thoraciques) et renferme plusieurs organes vitaux comme les poumons et le cœur. Elle est également appelée torse (ex. : être humain) et/ou poitrine (ex. : chats) et/ou poitrail (ex. : Tétrapodes quadripèdes : Chiens, Chevaux, etc.).
Chez les Arthropodes, le thorax désigne le tagme situé entre le céphalon et l'abdomen (parfois pygidium) ; chez certains d'entre eux - notamment les Araignées et Crustacés, le thorax et la tête sont fusionnés en céphalothorax.
Chez les Hexapodes et les Insectes - qui sont des Arthropodes, cette région est située entre la tête et l'abdomen et est plus spécialisée et centralisée que chez les autres Arthropodes.

## Étymologie
Le mot « thorax » vient du grec ancien θώραξ signifiant « cuirasse », puis « torse » à partir d’Hippocrate[réf. nécessaire].

## Mammifères
Cette région, chez l’homme et les mammifères, est la partie supérieure (ou antérieure) du tronc comprise entre le cou et l’abdomen. La région du thorax peut aussi être définie comme la région dans laquelle se trouvent les côtes. Chez l'homme, le thorax commence sous la clavicule au niveau de la première côte et se termine avec la douzième côte[réf. nécessaire].

### Chez l'humain

#### Composante squelettique
Région supérieure du tronc, le thorax est limité en haut par la ceinture scapulaire et la première paire de côtes, en arrière par le rachis thoracique et l'arc postérieur des côtes, latéralement par les côtes, et en avant par le plastron sternocostal. Ainsi se trouve délimitée une véritable cage osseuse dite cage thoracique, avec les côtes en guise de barreaux, protégeant de ce fait les viscères qu'elle contient[réf. nécessaire].
Les membres supérieurs sont appendus au thorax via la ceinture scapulaire[réf. nécessaire].

#### Composante viscérale
Le thorax contient les poumons, reposant chacun d'un côté du rachis en dedans des côtes qui délimitent la gouttière pulmonaire dans laquelle se trouve chaque poumon. Entre les deux, descendant depuis le larynx, la trachée se divise en deux bronches principales en face de la 4e vertèbre thoracique. Cette bifurcation trachéale, appelée carène, envoie à chaque poumon sa bronche principale au niveau du hile[réf. nécessaire].
Le diaphragme, principal muscle respiratoire, correspond à la limite inférieure du thorax. Étant donné les mouvements respiratoires, cette limite est mobile au cours de la respiration. Le diaphragme possède deux coupoles, une à droite et une à gauche, la droite étant plus haute car soulevée par le foie sous-jacent. Entre les deux se trouve le centre tendineux du diaphragme, région sur laquelle repose le cœur[réf. nécessaire].
Celui-ci est légèrement excentré vers la gauche mais reste majoritairement derrière le sternum. Il se projette sur les vertèbres thoraciques 6, 7, et 8, leur valant alors le nom de « vertèbres cardiaques »[réf. nécessaire].
Derrière la trachée et en avant du rachis, l'œsophage descend depuis le pharynx jusqu'à l'estomac qu'il n'atteindra qu'après avoir traversé le diaphragme au niveau de la 10e vertèbre thoracique, par le hiatus œsophagien[réf. nécessaire].

#### Régions intrathoraciques
Le thorax peut être séparé en plusieurs régions. Latéralement, on trouve les gouttières pulmonaires contenant les poumons et leur plèvre. Entre les deux, on distingue une région anatomique d'une grande importance, appelée médiastin, dans laquelle se trouve le cœur, la trachée, l'œsophage, et les gros vaisseaux que sont l'aorte, les veines caves, les artères pulmonaires droite et gauche, ainsi que le tronc de l'artère pulmonaire ainsi que le quadrilatère de Bourgery[réf. nécessaire].
Le thorax contient également de nombreux éléments nerveux et lymphatiques[réf. nécessaire].

## Arthropodes

### Chez les autres arthropodes
Chez les crustacés et les arachnides, le thorax est fusionné avec la tête pour former le céphalothorax[réf. nécessaire].